# Wisin & Yandel
Wisin & Yandel va ser un duo de reggaeton de Puerto Rico format per Juan Luis Morera Luna «Wisin» i Llandel Veguilla Malavé Salazar «Yandel». Van començar la seva carrera a finals de la dècada de 1990 i des de llavors van estar junts, guanyant diversos premis, inclòs un premi Grammy el 2009. Es van convertir en els primers i els únics artistes de reggaeton a guanyar-ne un.
El 2013 es va oficialitzar la seva separació, que va durar fins al 2018. El 2022, amb la publicació de l'àlbum La Última Misión, van confirmar definitivament la seva separació.

## Discografia
Àlbums d'estudi
- 2000: Los Reyes del Nuevo Milenio
- 2001: De Nuevos a Viejos
- 2002: De Otra Manera
- 2003: Mi Vida...My Life
- 2005: Pa'l Mundo
- 2007: Los Extraterrestres - Otra Dimension
- 2007: Pa'l Mundo First Class Delivery
- 2007: Wisin Vs Yandel "Los Extraterrestres"
- 2009: El Duo de la Historia
- 2009: La Revolucion
- 2010: Los Vaqueros, El Regreso
- 2012: Líderes
- 2018: Wisin & Yandel y Amigos
- 2018: Como en los Tiempos de Antes
- 2018: Los Campeones del Pueblo "The Big Leagues"
- 2022: La Última Misión